# Vlag van Sombreffe
De vlag van Sombreffe is op onbekende datum bij raadsbesluit vastgesteld als de vlag van de Naamse gemeente Sombreffe. De vlag kan als volgt worden beschreven:
Drie horizontale banen van geel-rood-geel (3:2:3) met drie rode merletten horizontaal geplaatst in de bovenste gele baan.
De vlag is volledig gebaseerd op het gemeentewapen en ziet er dus helemaal hetzelfde uit.